# Apologize
Singles de Timbaland
Ayo Technology
(2007) Scream
(2008)
Singles de OneRepublic
The Way I Are
(2007) Release
(2007)
Apologize est une chanson écrite par Ryan Tedder de OneRepublic, sortie en deux singles en 2007. La version la plus connue vient de l'album Shock Value de Timbaland tandis que la seconde est extraite de l'album Dreaming Out Loud de OneRepublic (la version de Timbaland est également disponible en bonus sur l'album de OneRepublic). Selon le site MySpace du groupe, la chanson « explore la douleur personnelle de plusieurs relations allant de travers et la nécessité de partir ». La chanson a été le plus grand succès dans l'histoire de la radio du Top 40 aux États-Unis ; elle a été jouée 10 331 fois en une semaine, jusqu'à ce que la chanson soit dépassée par Bleeding Love (2007) de Leona Lewis, qui a également été coécrite par Ryan Tedder.
La chanson a été un grand succès mondial, atteignant la première place des classements musicaux dans seize pays. Elle a atteint la deuxième place au Billboard Hot 100 (derrière No One de Alicia Keys) et est restée dans le Top 10 pendant 25 semaines, le plus long séjour depuis Smooth (1999) par Santana featuring Rob Thomas. Au total, elle s'est vendue à plus de 4 270 000 copies aux États-Unis et 10 000 000 copies dans le monde.

## Clip vidéo
Deux clips existent : l'un sorti en octobre 2007 pour la version de Timbaland dirigé par Robert Hales, filmé dans un studio d'enregistrement et montrant Ryan Tedder et les autres membres du groupe exécutant la chanson. La vidéo inclut également des scènes de la fête du Réveillon de la Saint-Sylvestre ; l'autre, pour la version de OneRepublic, qui n'a pas été officiellement sorti et qui comporte des séquences en noir et blanc de Tedder jouant du piano et chantant (disponible sur Youtube).

## Accueil
Au Royaume-Uni, la chanson est restée 28 semaines consécutives dans le Top 40 du UK Singles Chart et 13 semaines dans le Top 10. Elle a été numéro un dans seize pays au total, dont l'Allemagne, l'Italie, l'Australie (ARIA Charts), la Nouvelle-Zélande (RIANZ), ou encore le Canada (Canadian Hot 100).

## Pistes
- CD single

1. Apologize (Remix) (Radio edit)
2. Apologize (Remix) (Album version)
3. Give It to Me (Laugh at 'Em Remix)

- CD single en Europe

1. Apologize (Remix) (Radio edit)
2. Apologize (Album version)
3. The Way I Are (OneRepublic remix)

1. Apologize (Remix) (Video)

- CD single au Royaume-Uni

1. Apologize (Remix) (version de l’album)
2. Give It to Me (Laugh at 'Em Remix) (Radio edit)

- CD single en Australie

1. Apologize (Timbaland presents OneRepublic) - 3:06
2. Apologize (OneRepublic Version) - 3:27

## Historique de sortie
| Pays        | Date de sorti     |
| ----------- | ----------------- |
| États-Unis  | 17 septembre 2007 |
| Royaume-Uni | 29 octobre 2007   |
| Europe      | 9 novembre 2007   |
| Australie   | 19 novembre 2007  |

## Reprises
- Le gagnant de l’émission American Idol Kris Allen a fait une reprise de la chanson dans le Top 3 show comme choix du juge.
- En 2009, le chanteur country Luke Bryan a fait une reprise de la chanson sur son album Doin' my thing.
- En 2009 le groupe de post-hardcore Silverstein, reprend cette chanson pour les compilations Punk Goes... du label Fearless Records et figure donc sur Punk Goes Pop 2.
- En 2007 le groupe de metal alternatif All Ends a fait une reprise de la chanson sur leur album du même nom.
- La chanteuse britannique de soul Pixie Lott a fait une reprise de la chanson en tant que version acoustique en mars 2009.
- Le chanteur néerlandais de R&B Ricardo Munoz a fait une reprise de la chanson dans les studios JK.
- Le groupe de power metal Redeemers a sorti une reprise de la chanson en 2009 sur son album "Rock".
- La chanteuse Taylor Swift, lors du Speak Now Tour, fait un medley You're Not Sorry/Apologize en mixant les paroles "it's too late to apologize" avec celles de sa chanson.
- Le groupe de metal symphonique Within Temptation a repris le titre, qui figure notamment sur leur album de reprise The Q-Music Sessions.